# گمینا سروکوملا
گمینا سروکوملا (به لهستانی:  Gmina Serokomla) یک گمینا در لهستان است که در شهرستان ووکوف واقع شده‌است. گمینا سروکوملا ۷۷٫۲۳ کیلومتر مربع مساحت و ۴٬۱۵۷ نفر جمعیت دارد.